# Lockheed Martin X-35
Die Lockheed Martin X-35 war ein Erprobungsträger im Rahmen des „Joint-Strike-Fighter“-Programms (abgekürzt JSF, deutsch „gemeinsames Kampfflugzeug“). Nachdem die X-35 sich gegen das Konkurrenzmodell von Boeing, die X-32, durchsetzen konnte, wurde sie zur F-35 Lightning II weiterentwickelt.

## JAST-Programm
Die Anforderungen an den JSF entstanden im sogenannten „Joint-Advanced-Strike-Technology“-Programm (abgekürzt JAST, deutsch „gemeinsame fortschrittliche Kampftechnik“). Das offiziell am 24. Januar 1994 gestartete Programm begann tatsächlich bereits 1993. Das JAST-Programm ersetzte die bisherigen Programme „Multi-Role-Fighter“ und „A/F-X“. Auf die zu diesem Zeitpunkt in der Entwicklung befindlichen Maschinen F-22 Raptor und F/A-18E/F Super Hornet nahm es keinen Einfluss. Man begann damit die Anforderungen an den JSF festzulegen. Neben den verschiedenen Flugleistungen, welche erbracht werden sollten, wurde auch die Waffen- und Sensortechnik definiert, sowie Tarnkappeneigenschaften gefordert. Um die Kosten zu senken, entschied man sich frühzeitig, dass der JSF auf einer starken Single-Triebwerks-Auslegung basieren sollte, wie sie bei der F-16 verwendet wird und gegen eine leichte Dual-Auslegung, wie sie bei der F-18 Hornet, dem Eurofighter Typhoon oder der französischen Rafale verwendet wird. Auf Grundlage dieser Anforderungen reichten zunächst Boeing, Lockheed Martin, McDonnell Douglas zusammen mit British Aerospace, sowie Northrop erste Konzepte ein. Nachdem Großbritannien in das Programm mit einstieg und zusammen mit dem USMC eine STOVL-Version forderte, um die Harrier zu ersetzen, zog Northrop sich aus dem Auswahlverfahren zurück, da man das finanzielle Risiko für zu groß hielt. Am 16. November 1996 wurden Boeing und Lockheed Martin mit der Entwicklung von jeweils zwei Prototypen beauftragt. Der Konstruktionsvertrag hatte ein Volumen von 750 Mil. US-$. Der Entwurf von McDonnell Douglas wurde als zu komplex abgelehnt.

## JSF-Wettbewerb

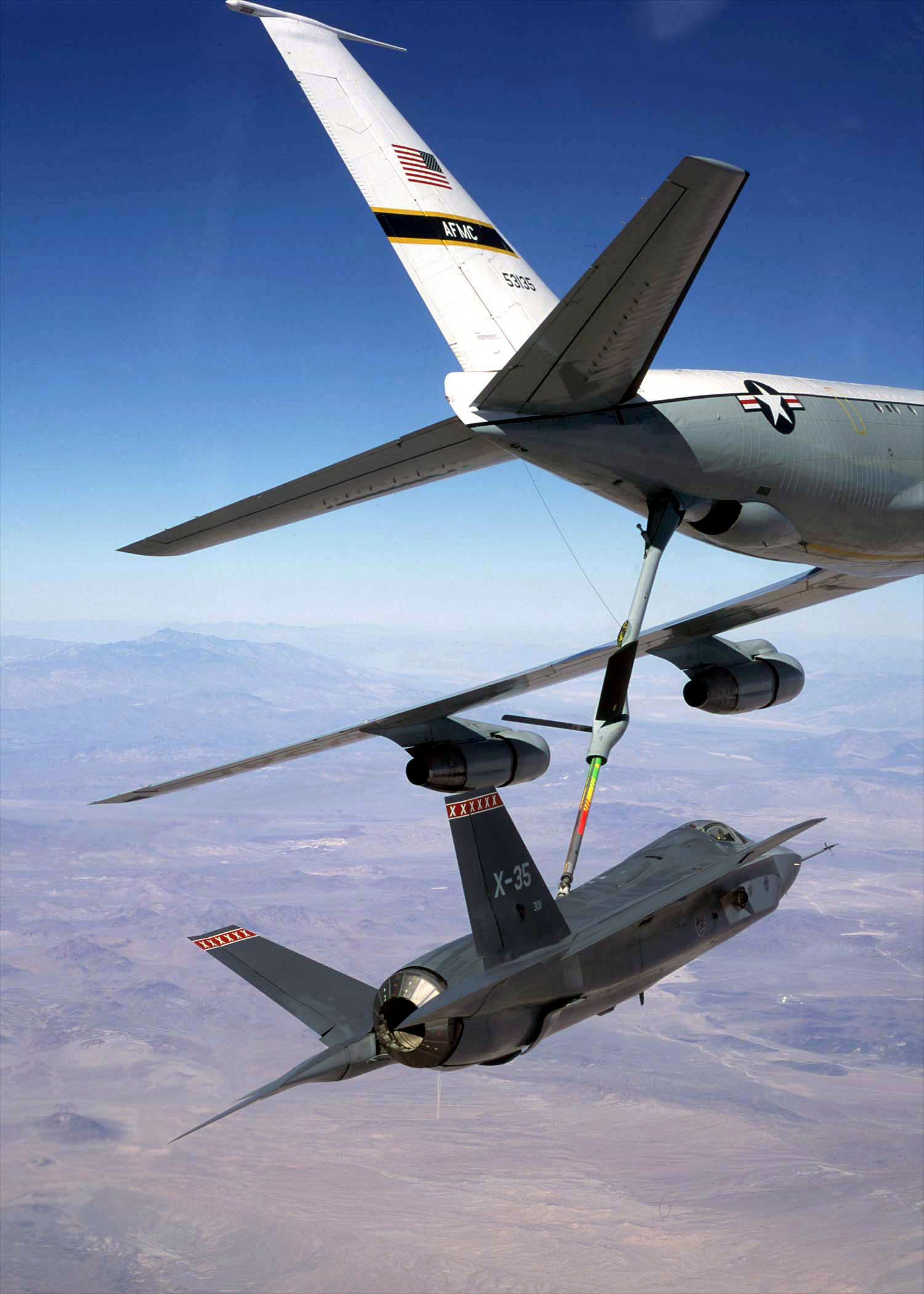
X-35A wird in der Luft von einem KC-135 Stratotanker betankt

Die X-35 absolvierte ihren Erstflug am 24. Oktober 2000, während der X-32 dies bereits am 18. September gelang. In dem knapp einjährigen Testprogramm konnten nach Aussage von William Bach, Beamter des US-Verteidigungsministeriums, beide Modelle die Anforderungen erfüllen. Eine Besonderheit des Testprogramms war natürlich die Demonstration der Senkrechtstart- und Landeeigenschaften. Dies gelang der X-32 erstmals am 22. Februar 2001. Die X-35B konnte diese dagegen erst am 24. Juni 2001 vorführen.
Am 26. Oktober 2001 wurde die X-35 als Sieger erklärt, womit der Konstruktionsvertrag über den JSF an Lockheed Martin ging. Ausschlaggebend war die konventionelle Auslegung der X-35, womit ein geringeres Entwicklungsrisiko bestand. Das Lift-System der X-32 war deutlich komplexer und somit wären die STOVL-Version vermutlich deutlich teurer geworden. Gleichzeitig litt die X-32 teilweise unter Gewichtsproblemen, weshalb die Flugleistungen der X-35 besser waren. Auch wirtschaftspolitische Gründe haben bei der Entscheidung für Lockheed Martin eine Rolle gespielt, da die Firma als reiner Rüstungskonzern abhängig von Großaufträgen des Pentagons ist, wohingegen Boeing durch seinen Zivilbereich auch ohne den JSF-Vertrag überlebensfähig ist.

## Konstruktion
Die X-35 ist eine relativ konventionelle Konstruktion. Bestehend aus Deltatragflächen mit Höhenruder und doppelten Seitenleitwerk sind viele Elemente der F-22 in der Konstruktion enthalten, bedingt durch die Tarnkappenanforderungen. Die Seitenleitwerke sind leicht nach außen abgewinkelt. Im gleichen Winkel dazu befinden sich die Lufteinlässe, welche am vorderen Ende nach innen eingeknickt sind. Dieses Merkmal stammte von der F-105 Thunderchief. Ein Teil der Waffen wird intern mitgeführt, um den Radarquerschnitt durch extern angebrachte Waffen nicht zu vergrößern.

## Varianten

### X-35A
Die X-35A ist die Basisversion des JSF und ist ein Flugzeug mit konventionellen Start- und Landeeigenschaften (CTOL). Der Erstflug fand am 24. Oktober 2000 in Palmdale (Kalifornien/USA) statt, der erste Überschallflug am 21. November 2000. Nachdem die Tests der X-35A im November abgeschlossen wurden, entstand hieraus die X-35B.

### X-35B
Die X-35B ist ein Flugzeug, das senkrecht starten und landen kann (VTOL), genutzt wird jedoch hauptsächlich die STOVL-Variante (Kurzstart und senkrechte Landung). Erreicht wird die Schwebefähigkeit durch einen Liftfan hinter dem Cockpit (Anordnung wie bei der EWR VJ 101), der mit dem einzigen Triebwerk im Heck verbunden ist, sowie dem Abgasstrahl, der durch ein „3-Bearing-Swivel-Modul“ um 90° nach unten geschwenkt werden kann. Die Steuerung des Flugzeugs erfolgt durch vom Triebwerk gespeiste Düsen in den Tragflächen. Der erste Schwebeflug über einem Gitterrost fand am 22. Februar 2001 in Palmdale (Kalifornien/USA) statt. Der erste Übergang vom Schweben zum Horizontalflug wurde am 3. Juli auf der Edwards AFB (USA), der Übergang vom Horizontalflug zur Senkrechtlandung am 16. Juli 2001 erfolgreich durchgeführt.

### X-35C
Diese Variante ist für den Einsatz auf herkömmlichen (Katapult-)Flugzeugträgern (CV) ausgelegt. Die Hauptunterscheidungsmerkmale sind die vergrößerten Tragflächen, das verstärkte Fahrwerk und der Fanghaken am Heck. Der Erstflug fand am 16. Dezember 2000 in Palmdale (Kalifornien/USA) statt, zwischen dem 3. Januar 2001 und dem 10. März 2001 wurden 250 simulierte Flugzeugträger-Landungen durchgeführt.

## Technische Daten
| Kenngröße                | Daten der X-35B                                                                                              |
| ------------------------ | --- |
| Länge                    | 15,37 m |
| Spannweite               | 10,67 m |
| Flügelfläche             | 42,70 m² |
| Flügelstreckung          | 2,67 |

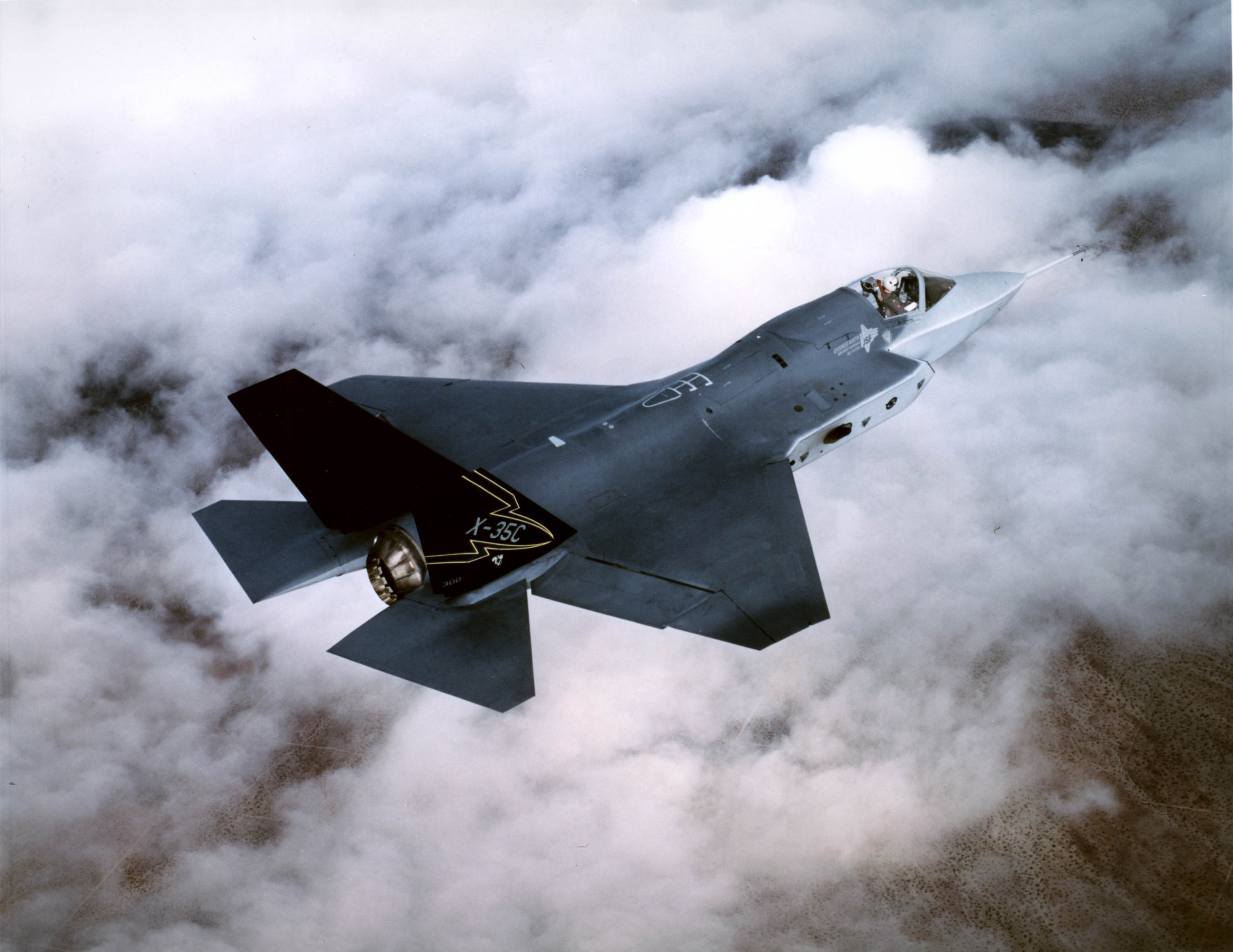
X-35C JSF

| Tragflächenbelastung     | - minimal (Leermasse): 266 kg/m² - maximal (max. Startmasse): 522 kg/m²                                      |
| Höhe                     | 5,28 m |
| Leermasse                | 11.340 kg |
| max. Startmasse          | 22.280 kg |
| g-Limits                 | 9 g |
| Höchstgeschwindigkeit    | Mach 1,6+ (auf optimaler Flughöhe)                                                                           |
| Dienstgipfelhöhe         | 15.240 m |
| Reichweite               | 2222 km |
| Triebwerk                | - ein Pratt & Whitney PW611-Mantelstromtriebwerk - ein Rolls-Royce Lift System                               |
| Schubkraft               | - mit Nachbrenner: 156,07 kN - ohne Nachbrenner: 111,83 kN - STOVL-Schub: ca. 80 kN - Steuerdüsen: ca. 12 kN |
| Schub-Gewicht-Verhältnis | - maximal (Leermasse): 1,40 - minimal (max. Startmasse): 0,71                                                |